# سیارک ۱۲۱۸
سیارک ۱۲۱۸ (به انگلیسی: 1218 Aster، نامگذاری:1932BJ) هزار و دویست و هجدهمین سیارک کشف شده‌است که در ۲۹ ژانویه ۱۹۳۲ و در هایدلبرگ کشف شد.
قدر مطلق سیارک برابر ۱۲٫۹۰ است.